# Xã 5, Quận Morris, Kansas
Xã 5 (tiếng Anh: Township 5) là một xã thuộc quận Morris, tiểu bang Kansas, Hoa Kỳ. Năm 2010, dân số của xã này là 784 người.